# Michio Ashikaga
Michio Ashikaga, född 22 maj 1950 i Akita prefektur, Japan, är en japansk tidigare fotbollsspelare.